# Pašman
Pašman es un municipio de Croacia en el condado de Zadar.

## Geografía
Se encuentra a una altitud de 1 m s. n. m. a 320 km de la capital nacional, Zagreb.

## Demografía
En el censo 2011 el total de población del municipio fue de 2 082 habitantes, distribuidos en las siguientes localidades:
- Banj - 193
- Dobropoljana - 279
- Kraj - 281
- Mrljane - 249
- Neviđane - 376
- Pašman - 392
- Ždrelac- 312

| Gráfica de población de Pašman 1857-2011                            |
|                                                                     |
| Según los censos de población de la oficina estadística de Croacia. |